# لامبرت مولیتور
لامبرت مولیتور (به فرانسوی: Lambert Molitor) (زادهٔ ۱۸۷۵ در اروزه در بلژیک - درگذشتهٔ ۱۹۵۹) یک مستشار بلژیکی بود که در تأسیس گمرک در ایران سهم به سزایی داشت. او با توافق دولت‌های ایران و بلژیک به ایران آمد و علاوه بر گمرک در زمینهٔ پست و تلگراف نیز تأثیر بسیاری در ایران داشت. لامبرت مولیتور بیش از ۲۵ سال از زندگی‌اش را در ایران سپری کرد. او در زمان حضورش در ایران به عنوان مدیر گمرک در شهرهای کرمانشاه، بوشهر، زاهدان و زابل زندگی کرد و فرزند او آندره مولیتور در زمان اقامتش در کرمانشاه به دنیا آمد.

## زندگی
لامبرت مولیتور در سال ۱۸۷۵ در اروزه در شهرستان مرش‌آن‌فمن در استان لوکزامبورگ در منطقه فدرال والوون در کشور بلژیک به دنیا آمد. لامبرت مولیتور در سال ۱۹۰۲ بلژیک را به مقصد ایران ترک کرد تا در گمرک ایران مشغول به کار شده و به آن سر و سامانی ببخشد. دلیل آمدن او به ایران توافقی بود که بین دو دولت قاجار (در زمان ناصرالدین‌شاه) و بلژیک صورت گرفته بود. حکومت قاجار که از سوی روسیه و انگلستان تحت فشار بود، می‌خواست نوسازی اقتصاد و امور اداری خود را با کمک یک کشور اروپایی به پیش ببرد و در این میان بلژیک را که کشوری کوچک و بی‌طرف بود انتخاب کرد و به همین منظور در سال ۱۸۹۷ قراردادی میان دو کشور پادشاهی ایران و بلژیک بسته شد. او یکی از نزدیک به ۲۰۰ بلژیکی بود که بین سال‌های ۱۹۰۰ تا ۱۹۳۵ برای نوسازی و ساماندهی به گمرک، پست، تلگراف و مدیریت اقتصادی ایران به ایران آمد. پیش از او برادرش به نام آگوست مولیتور در سال ۱۹۰۱ به ایران آمده و فعالیت خود را آغاز کرده‌بود. از سال ۱۹۱۱ همسر لامبرت مولیتور به نام الیزابت نیز او را همراهی کرد. لامبرت مولیتور در مدت اقامتش در ایران زبان فارسی را به خوبی آموخت. به جز این دو برادر، کَمیل مولیتور دیگر برادر آن دو نیز در سال ۱۹۰۳ به آگوست و لامبرت پیوست. از آنجا که طرف ایرانی از فعالیت‌های بلژیکی‌ها ابراز رضایت داشت، پس از ناصرالدین‌شاه و در دوران مظفرالدین‌شاه نیز همکاری دو کشور ادامه یافت.

## مجموعهٔ عکس و اسناد
لامبرت مولیتور در زمان ۲۵ سال زندگی‌اش در ایران، از مکان‌ها و شخصیت‌های گوناگون عکس‌های بسیاری تهیه کرد. او همچنین به جمع‌آوری اسناد می‌پرداخت و مجموعه‌ای منحصر به فرد از اسناد را گردآوری کرد که وضعیت سیاسی و اجتماعی ایران را در ابتدای سدهٔ بیستم به خوبی نشان می‌دهد. نمایشگاهی از اسناد و تصاویر لامبرت مولیتور از ایران با عنوان «ایران در آغاز قرن بیستم» که سیمایی از سال‌های ۱۹۲۸- ۱۹۰۲ میلادی (۱۳۰۷- ۱۲۸۱ شمسی) را نشان می‌دهد، طی روزهای ۹ اردیبهشت تا ۲۸ خرداد ۱۳۹۷ از سوی کتابخانهٔ ملی و مرکز اسناد جمهوری اسلامی با همکاری انجمن میراث لامبرت مولیتور در محل ساختمان آرشیو ملی برگزار شد.
همچنین خاطرات او در کتابی به زبان فرانسوی با عنوان از پرشیا تا ایران: ماجراهای مولیتور انتشار یافته که نقاشی‌های آبرنگ، عکس‌ها و اسناد گردآوری‌شده توسط او را شامل می‌شود و روابط ایران و بلژیک را در اواخر دورهٔ قاجار نشان می‌دهد.